# César Esteban Blanco
César Esteban Blanco (Segòvia, 22 d'abril de 1969) és un futbolista castellanolleonès retirat que ocupava la posició de defensa.

## Carrera esportiva
Va exercir gairebé la totalitat de la seua carrera a la Segona Divisió B. A la campanya 91/92 va debutar a primera divisió amb el Real Valladolid, amb qui disputà set partits a la màxima categoria. Posteriorment, el 2001, puja amb el Burgos CF a la categoria d'argent. Eixa temporada, la 01/02, hi juga 23 partits i marca dos gols amb els castellans. Es retira a la campanya 02/03, mentre militava al Cartagonova, a causa d'una lesió.

## Equips
- 90/91 Gimnástica Segoviana
- 91/92 Valladolid B
- 91/92 Real Valladolid
- 92/93 Zaragoza B
- 93/94 Andorra
- 94/95 Gimnàstic de Tarragona
- 95/96 Xerez CD
- 96/97 Club de Futbol Gavà
- 97/98 Racing de Ferrol
- 98/02 Burgos CF
- 02/03 Cartagonova